# Magnus Gustafsson
Magnus Nils Gustafsson (Lund, Suècia; 3 de gener de 1967) és un tennista professional retirat i entrenador suec.
Va guanyar catorze títols individuals durant la seva carrera i va arribar al desè lloc del rànquing mundial. En la modalitat de dobles va guanyar un títol i va ocupar el 77è lloc del rànquing. Va formar part de l'equip suec de la Copa Davis en diverses ocasions i va participar en la consecució del títol en l'edició de 1998.

## Palmarès

### Individual: 26 (14−12)
| Llegenda (pre/post 2009)                                 |
| -------------------------------------------------------- |
| Grand Slams (0−0)                                        |
| Tennis Masters Cup / ATP Finals (0−0)                    |
| ATP Masters Series / ATP World Tour Masters 1000 (0−1)   |
| ATP International Series Gold / ATP World Tour 500 (2−1) |
| ATP International Series / ATP World Tour 250 (12−10)    |

| Títols per superfície |
| --------------------- |
| Dura (2−2)            |
| Gespa (0−0)           |
| Terra batuda (8−8)    |
| Moqueta (4−2)         |

| Resultat  | Núm. | Data                   | Torneig                    | Superfície   | Oponent                | Marcador                   |
| --------- | ---- | ---------------------- | -------------------------- | ------------ | ---------------------- | -------------------------- |
| Finalista | 1.   | 10 de juliol de 1989   | Gstaad, Suïssa             | Terra batuda | Carl-Uwe Steeb         | 7−6(6), 6−3, 2−6, 4−6, 2−6 |
| Finalista | 2.   | 12 de novembre de 1989 | Estocolm, Suècia           | Moqueta (i)  | Ivan Lendl             | 5−7, 0−6, 3−6              |
| Guanyador | 1.   | 6 de maig de 1991      | Munic, Alemanya            | Terra batuda | Guillermo Pérez Roldán | 3−6, 6−3, 4−3, retirada    |
| Finalista | 3.   | 13 de maig de 1991     | Hamburg, Alemanya          | Terra batuda | Karel Nováček          | 3−6, 3−6, 7−5, 6−0, 1−6    |
| Guanyador | 2.   | 14 de juliol de 1991   | Båstad, Suècia             | Terra batuda | Alberto Mancini        | 6−1, 6−2                   |
| Guanyador | 3.   | 28 de juliol de 1991   | Hilversum, Països Baixos   | Terra batuda | Jordi Arrese           | 5−7, 7−6(2), 2−6, 6−1, 6−0 |
| Finalista | 4.   | 4 d'agost de 1991      | Kitzbühel, Àustria         | Terra batuda | Karel Nováček          | 6−7(2), 6−7(4), 2−6        |
| Finalista | 5.   | 11 d'agost de 1991     | Praga, Txecoslovàquia      | Terra batuda | Karel Nováček          | 6−7(5), 2−6                |
| Finalista | 6.   | 3 de maig de 1992      | Barcelona, Espanya         | Terra batuda | Carles Costa           | 4−6, 6−7(3), 4−6           |
| Guanyador | 4.   | 12 de juliol de 1992   | Båstad (2)                 | Terra batuda | Tomás Carbonell        | 5−7, 7−5, 6−4              |
| Finalista | 7.   | 14 de juny de 1993     | Gènova, Itàlia             | Terra batuda | Thomas Muster          | 6−7(3), 4−6                |
| Guanyador | 5.   | 25 de juliol de 1993   | Stuttgart, Alemanya        | Terra batuda | Michael Stich          | 6−3, 6−4, 3−6, 4−6, 6−4    |
| Finalista | 8.   | 1 d'agost de 1993      | Hilversum                  | Terra batuda | Carles Costa           | 1−6, 2−6, 3−6              |
| Finalista | 9.   | 14 de novembre de 1993 | Anvers, Bèlgica            | Moqueta (i)  | Pete Sampras           | 1−6, 4−6                   |
| Guanyador | 6.   | 17 de gener de 1994    | Auckland, Nova Zelanda     | Dura         | Patrick McEnroe        | 6−4, 6−0                   |
| Guanyador | 7.   | 7 de febrer de 1994    | Dubai, Emirats Àrabs Units | Dura         | Sergi Bruguera         | 6−4, 6−2                   |
| Guanyador | 8.   | 24 de març de 1996     | Sant Petersburg, Rússia    | Moqueta (i)  | Ievgueni Kàfelnikov    | 6−2, 7−6(4)                |
| Guanyador | 9.   | 14 de juliol de 1996   | Båstad (3)                 | Terra batuda | Andrei Medvedev        | 6−1, 6−3                   |
| Finalista | 10.  | 10 d'agost de 1997     | San Marino, San Marino     | Terra batuda | Félix Mantilla         | 4−6, 1−6                   |
| Finalista | 11.  | 5 d'octubre de 1997    | Pequín, Xina               | Dura (i)     | Jim Courier            | 6−7(10), 6−3, 3−6          |
| Guanyador | 10.  | octubre de 1997        | Singapur, Singapur         | Moqueta (i)  | Nicolas Kiefer         | 4−6, 6−3, 6−3              |
| Guanyador | 11.  | 15 de març de 1998     | Copenhaguen, Dinamarca     | Moqueta (i)  | David Prinosil         | 3−6, 6−1, 6−1              |
| Guanyador | 12.  | 12 de juliol de 1998   | Båstad (4)                 | Terra batuda | Andrei Medvedev        | 6−2, 6−3                   |
| Guanyador | 13.  | 9 de març de 1999      | Copenhaguen (2)            | Moqueta (i)  | Fabrice Santoro        | 6−4, 6−1                   |
| Finalista | 12.  | 14 de novembre de 1999 | Estocolm (2)               | Dura (i)     | Thomas Enqvist         | 3−6, 4−6, 2−6              |
| Guanyador | 14.  | 23 de juliol de 2000   | Amsterdam, Països Baixos   | Terra batuda | Raemon Sluiter         | 6−7(4), 6−3, 7−6(5), 6−1   |

### Dobles masculins: 8 (1−7)
| Llegenda (pre/post 2009)                                 |
| -------------------------------------------------------- |
| Grand Slams (0−0)                                        |
| Tennis Masters Cup / ATP Finals (0−0)                    |
| ATP Masters Series / ATP World Tour Masters 1000 (0−0)   |
| ATP International Series Gold / ATP World Tour 500 (0−0) |
| ATP International Series / ATP World Tour 250 (1−7)      |

| Títols per superfície |
| --------------------- |
| Dura (0−0)            |
| Gespa (0−0)           |
| Terra batuda (1−5)    |
| Moqueta (0−2)         |

| Resultat  | Núm. | Data                 | Torneig                  | Superfície   | Parella                | Oponents                           | Marcador |
| --------- | ---- | -------------------- | ------------------------ | ------------ | ---------------------- | ---------------------------------- | -------- |
| Finalista | 1.   | 14 de febrer de 1988 | Rotterdam, Països Baixos | Moqueta (i)  | Diego Nargiso          | Patrik Kühnen Tore Meinecke        | 6−7, 6−7 |
| Finalista | 2.   | 31 de juliol de 1988 | Hilversum, Països Baixos | Terra batuda | Guillermo Pérez Roldán | Sergio Casal Emilio Sánchez        | 6−7, 3−6 |
| Finalista | 3.   | 31 de juliol de 1989 | Rotterdam (2)            | Moqueta (i)  | Jan Gunnarsson         | Miloslav Mečíř Milan Šrejber       | 6−7, 0−6 |
| Finalista | 4.   | 14 de juliol de 1991 | Båstad, Suècia           | Terra batuda | Anders Järryd          | Ronnie Båthman Rikard Bergh        | 4−6, 4−6 |
| Finalista | 5.   | 28 de juliol de 1991 | Hilversum (2)            | Terra batuda | Francisco Clavet       | Richard Krajicek Jan Siemerink     | 5−7, 4−6 |
| Finalista | 6.   | 12 de juliol de 1992 | Båstad (2)               | Terra batuda | Christian Bergström    | Tomás Carbonell Christian Miniussi | 4−6, 5−7 |
| Finalista | 7.   | 13 de juliol de 1997 | Båstad (3)               | Terra batuda | Magnus Larsson         | Nicklas Kulti Mikael Tillström     | 0−6, 3−6 |
| Guanyador | 1.   | 12 de juliol de 1998 | Båstad                   | Terra batuda | Magnus Larsson         | Lan Bale Piet Norval               | 6−4, 6−2 |

### Equips: 1 (1−0)
| Resultat  | Núm. | Data                    | Torneig                  | Superfície       | Equip                                      | Oponents                                                        | Marcador |
| --------- | ---- | ----------------------- | ------------------------ | ---------------- | ------------------------------------------ | --------------------------------------------------------------- | -------- |
| Guanyador | 1.   | 4−6 de desembre de 1998 | Copa Davis, Milà, Itàlia | Terra batuda (i) | Jonas Björkman Nicklas Kulti Magnus Norman | Andrea Gaudenzi Diego Nargiso Gianluca Pozzi Davide Sanguinetti | 4−1      |

## Trajectòria

### Individual
| Open d'Austràlia | 3R    | 4R          | 2R          | 3R          | 2R    | 1R          | QF          | A           | A     | 2R          | 3R          | A           | A     | A     | 0 / 9     | 16 − 9    |
| Roland Garros | 4R    | 1R          | 4R          | 3R          | 2R    | 1R          | 2R          | 2R          | 1R    | 2R          | 3R          | 1R          | 1R    | 1R    | 0 / 14    | 14 − 14   |
| Wimbledon | 2R    | 1R          | A           | 2R          | A     | 1R          | A           | A           | 4R    | 2R          | 3R          | 1R          | 3R    | 1R    | 0 / 10    | 10 − 10   |
| US Open | A     | 1R          | A           | A           | 1R    | 1R          | A           | A           | 2R    | 2R          | 1R          | 1R          | 1R    | 1R    | 0 / 9     | 2 − 9     |
| Jocs Olímpics | A     | No celebrat | No celebrat | No celebrat | 2R    | No celebrat | No celebrat | No celebrat | 2R    | No celebrat | No celebrat | No celebrat | A     | NC    | 0 / 2     | 2 – 2     |
| Total Victòries−Derrotes                                                                                                  | 24−19 | 23−18       | 26−15       | 52−17       | 31−23 | 52−30       | 30−11       | 11−11       | 37−17 | 26−20       | 40−21       | 22−20       | 17−14 | 19−18 | 415 − 260 | 415 − 260 |
| Rànquing a final d'any | 51    | 34          | 31          | 12          | 47    | 14          | 33          | 84          | 17    | 37          | 32          | 61          | 82    | 82    |           |           |
| Llegenda: G: Guanyador; F: Finalista; SF: Semifinalista; QF: Quarts de final; Q: Qualificació; A: Absent; RR: Round Robin |       |             |             |             |       |             |             |             |       |             |             |             |       |       |           |           |

### Dobles masculins
| Open d'Austràlia | 2R    | 1R    | 1R  | A    | A   | A   | 0 / 3   | 1 − 3   |
| Roland Garros | 1R    | 1R    | A   | A    | A   | A   | 0 / 2   | 0 − 2   |
| Wimbledon | 1R    | 1R    | A   | A    | A   | A   | 0 / 2   | 0 − 2   |
| US Open | A     | 1R    | A   | A    | A   | A   | 0 / 1   | 0 − 1   |
| Total Victòries−Derrotes                                                                                                  | 11−17 | 12−16 | 1−5 | 11−9 | 4−2 | 5−4 | 57 − 67 | 57 − 67 |
| Rànquing a final d'any | 127   | 98    | 394 | 124  | 295 | 267 |         |         |
| Llegenda: G: Guanyador; F: Finalista; SF: Semifinalista; QF: Quarts de final; Q: Qualificació; A: Absent; RR: Round Robin |       |       |     |      |     |     |         |         |